# Снаряд
Снарядът е средство за поражение на жива сила, техника и укрепления на противника, изстрелвано от артилерийски, танкови или корабни оръдия.
Голяма част от съвременните артилерийски снаряди представляват ососиметрично метално тяло, като формата зависи от предназначението на снаряда. В тялото може да е разположено плътно метално ядро, експлозивен товар, химични съединения (ако се ползва трасьор) и други.
Някои от съществуващите видове снаряди са бронебойни, фугасни, кумулативни, осколочни, ядрени, химически, биологични, шрапнели, трасиращи, димни и други.